# Милино (Омская область)
Милино — деревня в Большереченском районе Омской области. Входит в состав Ингалинского сельского поселения.

## История
Основана в 1890 г. В 1928 г. посёлок Милинский состоял из 65 хозяйств, основное население — русские. В составе Ингалинского сельсовета Большереченского района Тарского округа Сибирского края.

## Население
| 1926 | 2002 | 2010 | 2021 |
| ---- | ---- | ---- | ---- |
| 304  | ↘94  | ↘44  | ↘29  |

Национальный состав
Согласно результатам переписи 2002 года, в национальной структуре населения русские составляли 82 %.